# المهرج الاسفل (المحويت)

تعديل مصدري - تعديل

المهرج الاسفل هي إحدى قرى عزلة بني الوليد بمديرية المحويت التابعة لمحافظة المحويت، بلغ تعداد سكانها 83 نسمة حسب تعداد اليمن لعام 2004.